# Jörgen Pettersson
Jörgen Pettersson (* 11. červenec 1956 v Göteborg) je bývalý švédský hokejový útočník.

## Hráčská kariéra
Začínal s hokejem v rodném městě za tamní klub Västra Frölunda IF. Za seniory nastupoval v letech 1973–1980, v tomto období se hrála liga pod názvem první divize a od sezóny 1975/76 nově založená Elitserien. V roce 1976 byl amatérsky draftován klubem Winnipeg Jets v desátém kole ze 110. místa. Největší úspěch s týmem bylo finále playoff o Le Matův pohár v ročníku 1979/80, tehdy podlehli týmu Brynäs IF na zápasy 2:3. 8. května 1980 podepsal smlouvu jako volný hráč s klubem St. Louis Blues. Za Bluesmany hrával pravidelně v období 1980–1985 v National Hockey League. Během tohoto období se stal pravidelně bodujícím hráčem a byl také ikonou klubu. 21. února 1985 byl společně s Mikem Liutem vyměněni do klubu Hartford Whalers za Marka Johnsona a Grega Millena. Za Hartford Whalers načal sezónu 1985/86, ale nedokončil ji, jelikož byl 6. prosince 1985 opět vyměněn, tentokráte za útočníka Douga Jarvise z týmu Washington Capitals. Za Capitals odehrál svoji poslední sezónu v NHL, za klub si celkem i s playoff připsal 55 startů. Poté se natrvalo vrátil do své rodné země, přesněji se vrátil do mateřského klubu Frölunda, který hrával nižší soutěž. Až ve třetí sezóně se klubu podařilo znovu postoupit do nejvyšší soutěže, týmu vypomohl se 44 odehranými zápasy, ve kterých zaznamenal 66 bodů. Za Frölundu si opět zahrál nejvyšší soutěž, v ročníku chyběl pouze čtyřikrát. V období 1990/91 se rozhodl odehrát poslední zápas za mateřský klub Frölunda a přesunul se do klubu Hanhals IF hrající v nižší lize. Po angažmá v Hanhals se rozhodl ukončit kariéru. O dva roky později znovu nazul brusle a začal hrát až ve třetiligovém týmu Härryda HC, následující ročník hájil barvy klubu Kungsbacka HC. Poté již definitivně ukončil hráčskou kariéru.

## Ocenění a úspěchy
- 1989 Postup s týmem Västra Frölunda HC do SEL
- na jeho počet bylo vyřazeno číslo #19 ve Frölundě

## Prvenství
- Debut v NHL - 15. října 1980 (New York Rangers proti St. Louis Blues)
- První gól v NHL - 15. října 1980 (New York Rangers proti St. Louis Blues, kanadskému brankáři John Davidson)
- První asistence v NHL - 24. října 1980 (Washington Capitals proti St. Louis Blues)
- První hattrick v NHL - 28. října 1980 (St. Louis Blues proti New York Rangers)

## Klubové statistiky
| Sezóna       | Klub                | Soutěž       |     | Základní část | Základní část | Základní část | Základní část | Základní část |    | Play off | Play off | Play off | Play off | Play off |
| Sezóna       | Klub                | Soutěž       | Z   | G             | A             | B             | TM            | Z             | G  | A        | B        | TM       |          |          |
| 1973/1974    | Västra Frölunda IF  | Div.1        | 13  | 0             | 2             | 2             | 2             | 15            | 3  | 3        | 6        | 2        |          |          |
| 1974/1975    | Västra Frölunda IF  | Div.1        | 29  | 19            | 3             | 22            | 4             | —             | —  | —        | —        | —        |          |          |
| 1975/1976    | Västra Frölunda IF  | SEL          | 29  | 18            | 8             | 26            | 6             | —             | —  | —        | —        | —        |          |          |
| 1976/1977    | Västra Frölunda IF  | SEL          | 19  | 15            | 4             | 19            | 4             | —             | —  | —        | —        | —        |          |          |
| 1977/1978    | Västra Frölunda IF  | SEL          | 16  | 5             | 8             | 13            | 8             | —             | —  | —        | —        | —        |          |          |
| 1978/1979    | Västra Frölunda IF  | SEL          | 35  | 23            | 11            | 34            | 12            | —             | —  | —        | —        | —        |          |          |
| 1979/1980    | Västra Frölunda IF  | SEL          | 33  | 17            | 15            | 32            | 18            | 8             | 4  | 4        | 8        | 8        |          |          |
| 1980/1981    | St. Louis Blues     | NHL          | 62  | 37            | 36            | 73            | 24            | 11            | 4  | 3        | 7        | 0        |          |          |
| 1981/1982    | St. Louis Blues     | NHL          | 77  | 38            | 31            | 69            | 28            | 7             | 1  | 2        | 3        | 0        |          |          |
| 1982/1983    | St. Louis Blues     | NHL          | 74  | 35            | 38            | 73            | 4             | 4             | 1  | 1        | 2        | 0        |          |          |
| 1983/1984    | St. Louis Blues     | NHL          | 77  | 28            | 34            | 62            | 29            | 11            | 7  | 3        | 10       | 2        |          |          |
| 1984/1985    | St. Louis Blues     | NHL          | 75  | 23            | 32            | 55            | 20            | 3             | 1  | 1        | 2        | 0        |          |          |
| 1985/1986    | Hartford Whalers    | NHL          | 23  | 5             | 5             | 10            | 2             | —             | —  | —        | —        | —        |          |          |
| 1985/1986    | Washington Capitals | NHL          | 47  | 8             | 16            | 24            | 10            | 8             | 1  | 2        | 3        | 2        |          |          |
| 1986/1987    | Västra Frölunda HC  | Div.1        | 27  | 14            | 13            | 27            | 10            | 2             | 0  | 0        | 0        | 0        |          |          |
| 1987/1988    | Västra Frölunda HC  | Div.1        | 35  | 22            | 21            | 43            | 18            | 11            | 6  | 5        | 11       | 2        |          |          |
| 1988/1989    | Västra Frölunda HC  | Div.1        | 36  | 23            | 30            | 53            | 10            | 8             | 7  | 6        | 13       | 8        |          |          |
| 1989/1990    | Västra Frölunda HC  | SEL          | 36  | 13            | 11            | 24            | 16            | —             | —  | —        | —        | —        |          |          |
| 1990/1991    | Västra Frölunda HC  | SEL          | 1   | 0             | 0             | 0             | 0             | —             | —  | —        | —        | —        |          |          |
| 1990/1991    | Hanhals IF          | Div.1        | 29  | 16            | 19            | 35            | 18            | —             | —  | —        | —        | —        |          |          |
| 1993/1994    | Härryda HC          | Div.2        | 32  | 31            | 34            | 65            | 16            | —             | —  | —        | —        | —        |          |          |
| 1994/1995    | Kungsbacka HC       | Div.2        | 8   | 4             | 7             | 11            | 8             | —             | —  | —        | —        | —        |          |          |
| Celkem v NHL | Celkem v NHL        | Celkem v NHL | 435 | 174           | 192           | 366           | 117           | 44            | 15 | 12       | 27       | 4        |          |          |

## Reprezentace
| Rok                       | Tým                       | Soutěž                    | Z  | G | A | B | TM |
| ------------------------- | ------------------------- | ------------------------- | -- | - | - | - | -- |
| 1975                      | Švédsko 19                | MEJ                       | 5  | 3 | 2 | 5 | 0  |
| 1976                      | Švédsko 20                | MSJ                       | 4  | 2 | 1 | 3 | 0  |
| 1981                      | Švédsko                   | KP                        | 5  | 0 | 0 | 0 | 0  |
| 1983                      | Švédsko                   | MS                        | 10 | 2 | 0 | 2 | 4  |
| Seniorská kariéra celkově | Seniorská kariéra celkově | Seniorská kariéra celkově | 15 | 2 | 0 | 2 | 4  |